# Wassyliwka (Sumy)
Wassyliwka (ukrainisch Василівка; russisch Василевка Wassylewka) ist ein Dorf in der ukrainischen Oblast Sumy mit 1550 Einwohnern (2001).

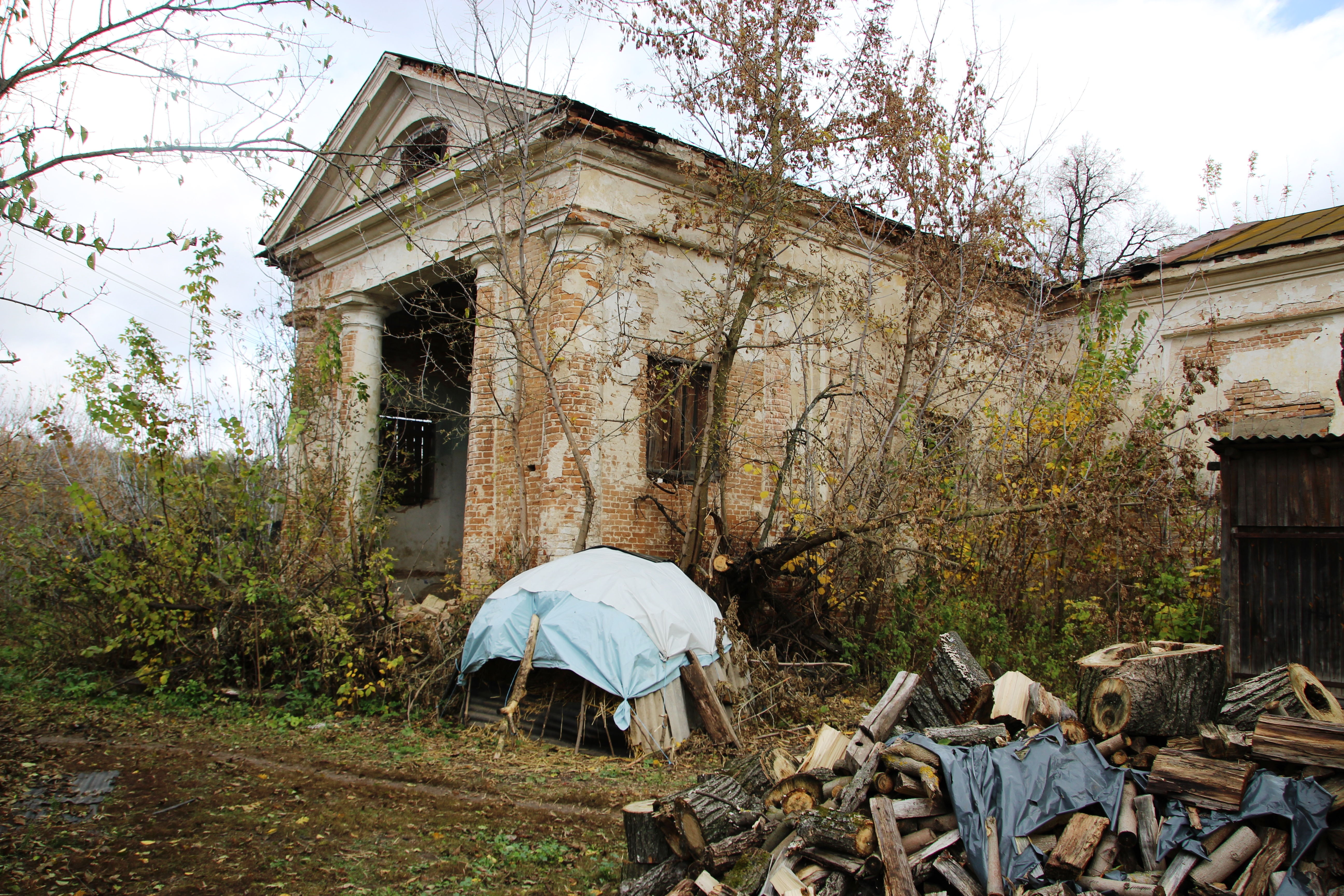
Ruine der Dreifaltigkeitskirche in Wassyliwka

Das in den 1680er Jahren gegründete Dorf liegt auf einer Höhe von 125 m am Ufer der Hrun (Грунь), einem 85 km langen, rechten Nebenfluss des Psel, 25 km nordwestlich vom ehemaligen Rajonzentrum Lebedyn und 58 km südwestlich vom Oblastzentrum Sumy.
Am 12. Juni 2020 wurde das Dorf ein Teil der neugegründeten Stadtgemeinde Lebedyn, bis dahin bildete es zusammen mit den Dörfern Nowosilske (Новосільське) und Pomirky (Помірки) sowie der Ansiedlung Myrne (Мирне) die gleichnamige Landratsgemeinde Wassyliwka (Василівська сільська рада/Wassyliwska silska rada) im Nordwesten des Rajons Lebedyn.
Am 17. Juli 2020 kam es im Zuge einer großen Rajonsreform zum Anschluss des Rajonsgebietes an den Rajon Sumy.